# Trekkingrad

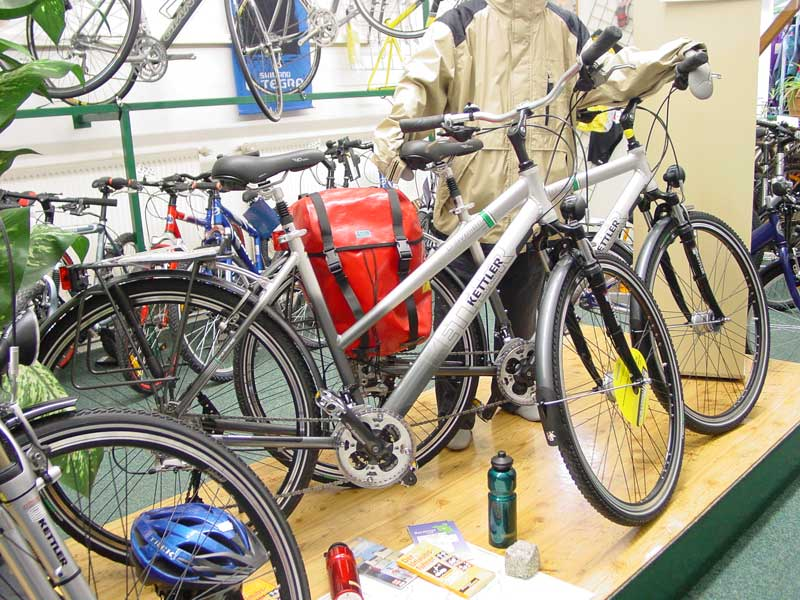
Trekkingräder

Ein Trekkingrad (auch Trekkingbike oder ATB, englisch All Terrain Bike) ist ein Fahrrad mit Vollausstattung und in der Regel 28-Zoll-Bereifung, die für Straßen und leichtes Gelände (Schotter, Waldwege) ausgelegt ist.
Trekking ist das Wort für mehrtägige Fernwanderungen in abgelegenen Regionen. Trekkingräder waren ursprünglich vom Mountainbike abgeleitete Räder für Radtouren auf schlechteren Pisten und off-road. Räder speziell für Radtouren werden heute als Reiserad bezeichnet, während man unter Trekkingrad heute hochwertigere Alltags- bis Freizeiträder versteht.

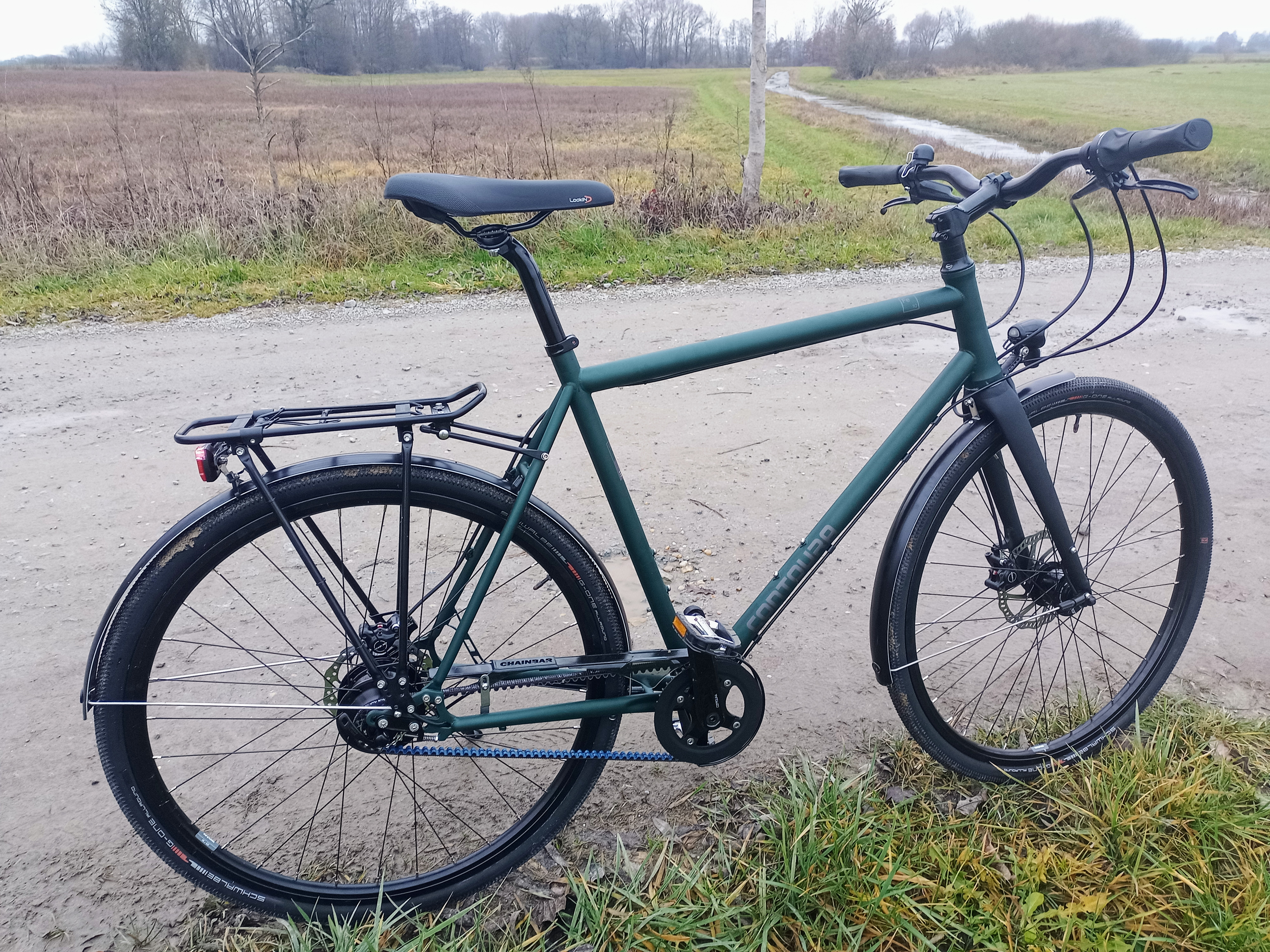
Trekkingrad mit Stahlrahmen, ein Coutoura FE-10 mit Rohloff Nabenschaltung und Gates Riemenantrieb.

Trekkingräder haben üblicherweise Diamant- oder Mixte-Rahmen und verfügen über eine komplette Straßenausstattung (Schutzbleche, Gepäckträger und Lichtanlage). Als Schaltungen finden sowohl Ketten- als auch Nabenschaltungen Verwendung. Mit verbauten Nabenschaltungen ist es auch möglich, das Hinterrad über einen Zahnriemen statt einer Kette anzutreiben.

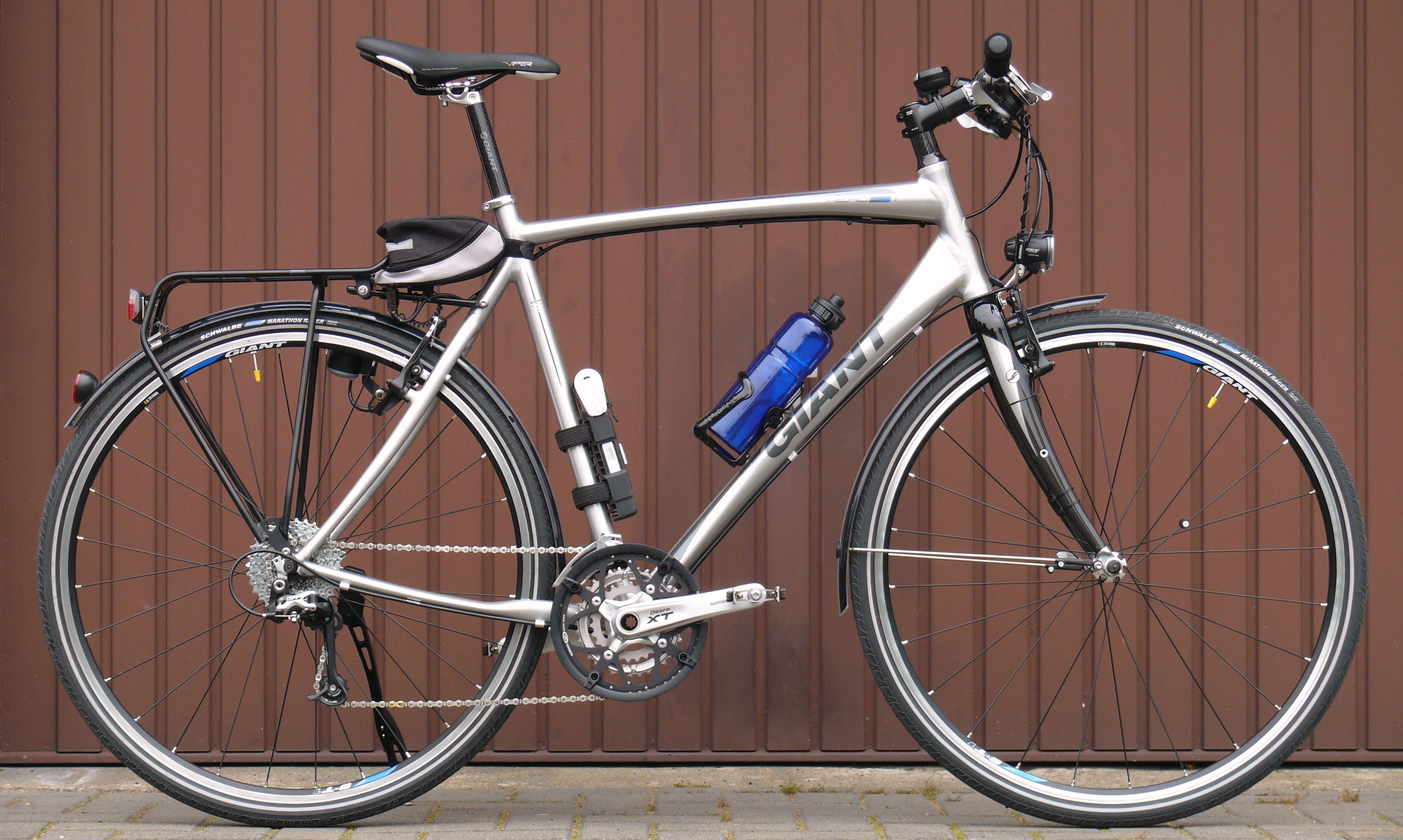
Trekkingrad in Leichtbauweise im Jahr 2011 – gewissermaßen ein Vorläufer der späteren Gravelbikes

Die Bereifung beim Trekkingrad ist breiter als bei einem Rennrad und meist leicht profiliert. In der Regel entsprechen diese Fahrräder den gesetzlichen Anforderungen für den Einsatz im Straßenverkehr (Lichtanlage, Reflektoren usw.) und sind mit Schutzblechen ausgestattet. Je nach Preisklasse gibt es auch viele zusätzliche Komfortmerkmale wie z. B. Nabendynamo, Federgabel oder Scheibenbremsen.
Ein Trekkingrad hat in der Regel einen Gepäckträger, um Packtaschen zu transportieren, so dass auch längere Fahrradtouren oder kleinere Radreisen möglich sind. Bei vielen Trekkingrädern können Lowrider an der Gabel angebracht werden.
Von den namentlich erst seit 2015 etablierten Gravelbikes unterscheiden sich Trekkingräder insbesondere durch übliche Vollausstattung und Dreifach-Umwerfer, während die Gravelbikes, auch im Rahmen, rennradnäher sind und üblicherweise Ein- bis Zweifach-Umwerfer haben, damit insbesondere stärker auf Gewicht/Geschwindigkeit und weniger auf Ferntouren ausgerichtet sind. Auch der Lenker eines Gravelbikes erinnert wesentlich stärker an ein Rennrad als an einen klassischen Trekkingrad-Lenker.